# Wu de Han

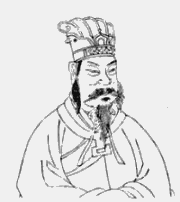
Retrato del emperador Wu.

Wu de Han, también Han Wudi (156 a. C. – 29 de marzo de 87 a. C.), nacido como Liu Che, fue el sexto emperador de la dinastía Han de China. Gobernó entre el 141 y el 87 a. C. Es recordado principalmente por la gran expansión territorial que tuvo lugar bajo su reinado, así como por el potente y centralizado Estado confuciano que organizó. Es citado en la historia china como uno de los más grandes emperadores junto con el emperador Taizong de la Dinastía Tang y el emperador Kangxi de la Dinastía Qing.